# Tractiestuur

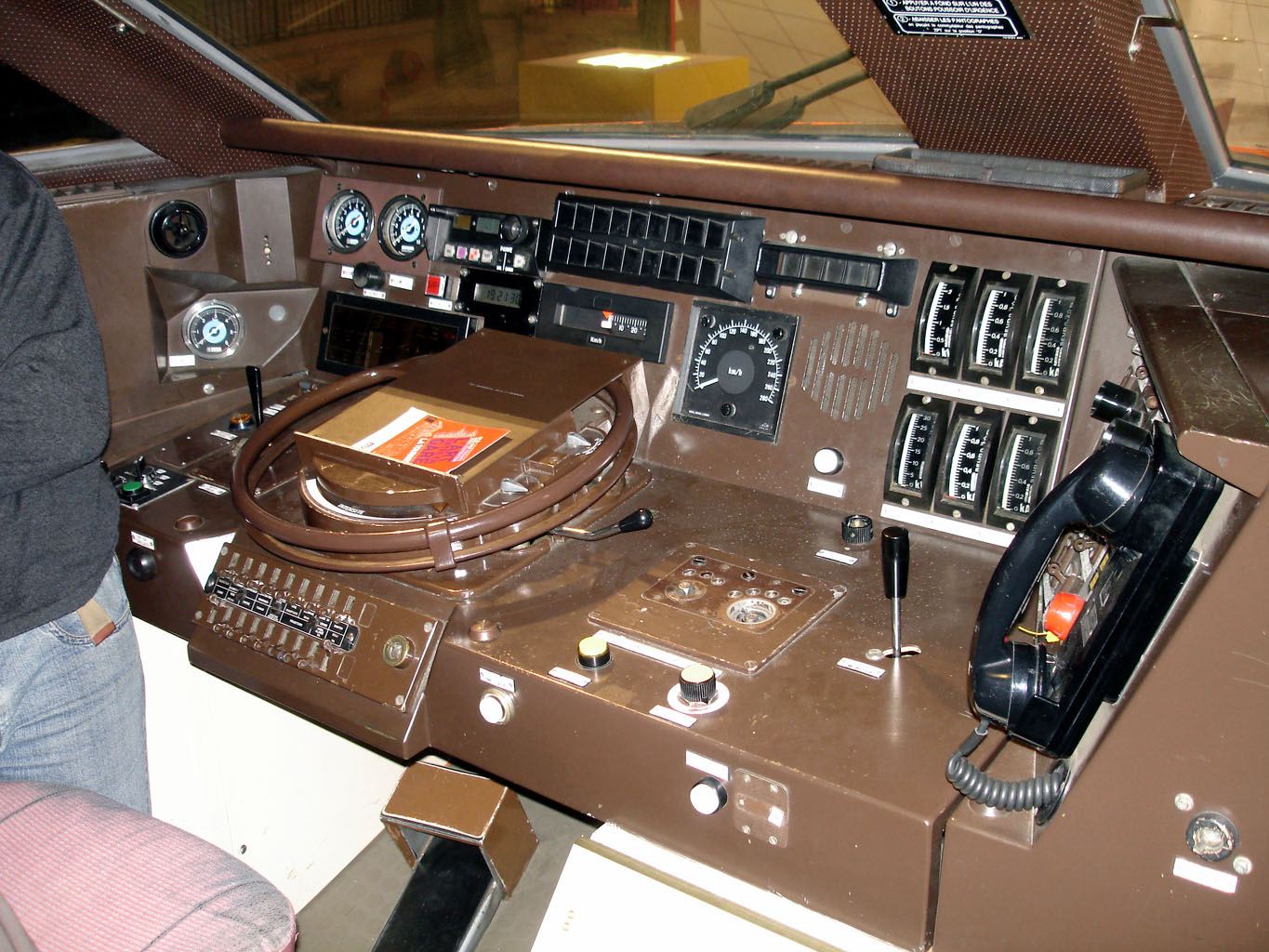
stuurtafel van een TGV Sud-Est, met tractiestuur

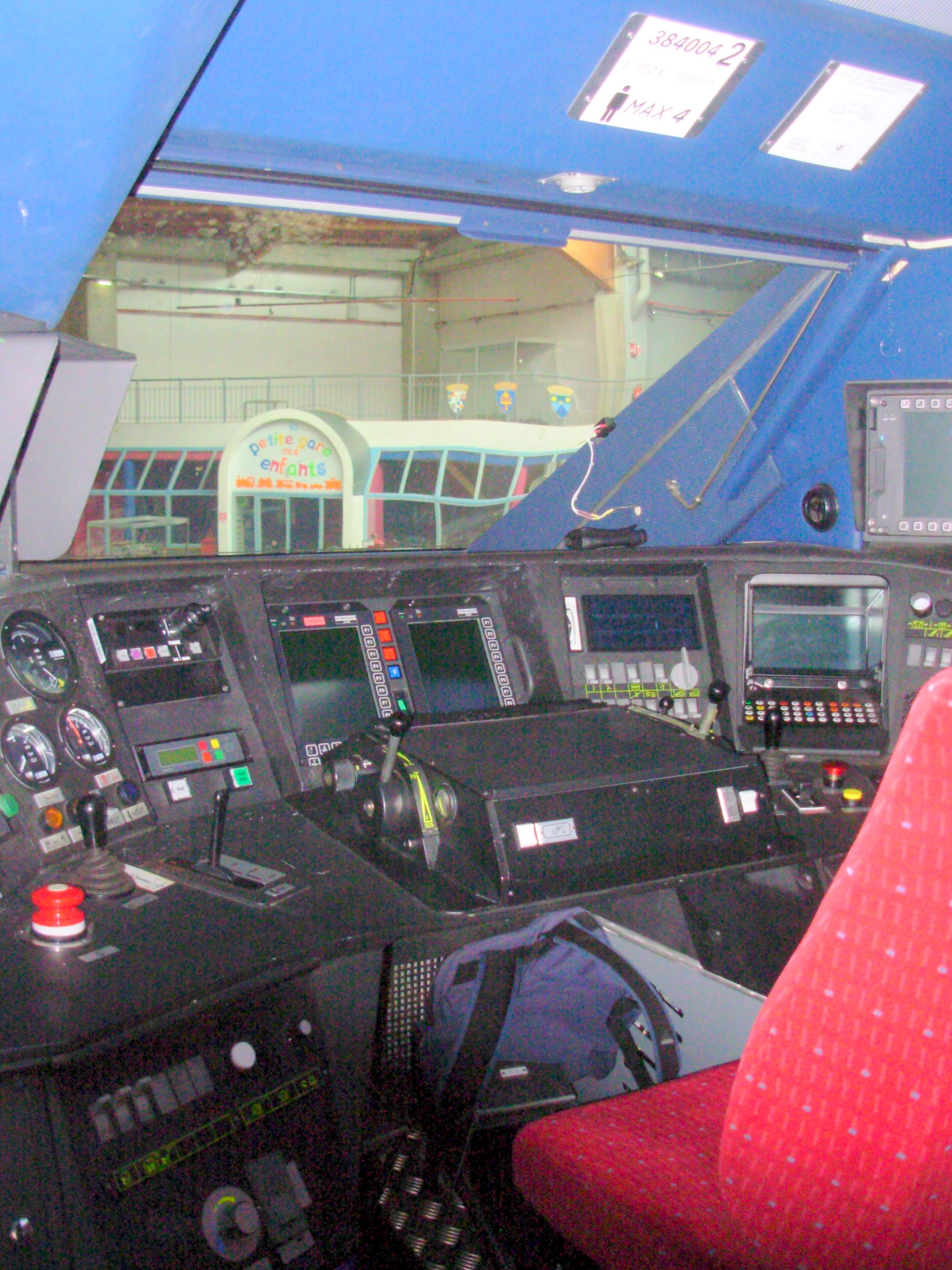
Stuurtafel van een TGV treinstel, zonder tractiestuur

Het tractiestuur, tractiewiel of commandowiel is een instrument dat zich in de cabine van een locomotief of stuurstandrijtuig van een elektrische trein bevindt. De vorm lijkt op het stuur van een auto, maar de functie ervan is beter te vergelijken met die van een gaspedaal. Met het tractiewiel regelt de machinist het vermogen dat de elektromotoren van de trein leveren. Het vermogen bepaalt hoe snel de trein optrekt en welke snelheid hij kan bereiken, samen met andere factoren zoals het gewicht van de trein, een eventuele helling waar de trein tegenop rijdt en de wrijving die hij ondervindt van de rails en van de lucht.
De manier waarop het tractiewiel het vermogen regelt hangt sterk af van het type locomotief. Het wiel kan een beperkt aantal standen hebben, waarmee de motoren op verschillende manieren in serie en in parallel geschakeld worden. Het kan ook op een traploze manier een chopper bedienen, of de frequentie van een draaistroommotor bepalen.
Soms kan er met het tractiestuur niet alleen versneld, maar ook geremd worden. Dit kan een elektrodynamische rem zijn, waarmee 'op de motor(en)' geremd wordt. In sommige (nieuwere) treintypen wordt daarbij energie teruggeleverd aan de bovenleiding.
In plaats van een tractiewiel kan een trein ook een hendel of kruk hebben die het motorvermogen (en eventueel de remkracht) regelt. Tractiewielen zijn bijvoorbeeld aanwezig
- in veel oudere locomotieven, zowel diesel als elektrisch;
- in Nederlands dubbeldeksmaterieel NID, DD-AR en de DDZ
- in Nederlandse 1600/1800 locomotieven en in de stuurstanden die naar de cabines van deze locomotieven gemodelleerd zijn; en
- in sommige types TGV, zoals de TGV Thalys PBA

Voorbeelden van treinen die geen tractiewiel hebben zijn
- de "Sprinter" treinstellen uit de jaren 1980, die keuzeknoppen voor de snelheid hebben;
- de Duitse ICE treinen;
- de TGV Thalys PBKA; en
- Nederlandse Mat '64-treinen, die een "kruk" hebben in plaats van een wiel.